# Freescale ColdFire

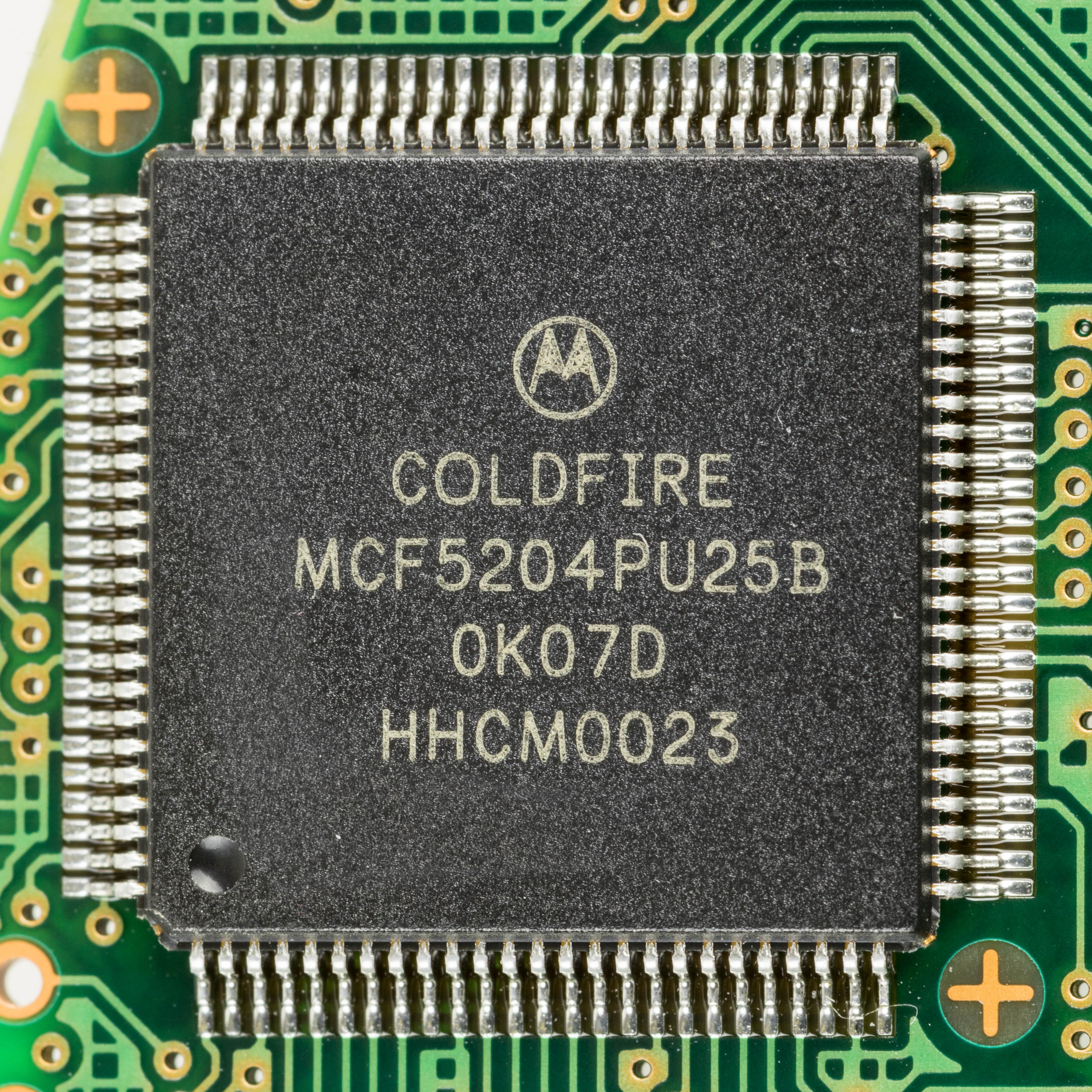
Coldfire 5204

Créée par la société Motorola, la gamme de processeurs ColdFire est dite de technique VL-RISC (Variable Length - RISC). En fait de jeu d'instructions RISC à longueur variable, il s'agit tout simplement du jeu d'instructions CISC de la famille m68k (ou plus précisément d'un sous-ensemble de celui-ci). En comparaison d'un processeur comme le PowerPC (réputé RISC) et son jeu d'instructions compliqué, la liste des opcodes m68k peut paraître d'une simplicité extrême.
Si la famille m68k était classifiée sous la forme 680X0, où le X indique la génération du processeur, la gamme ColdFire est classifiée en 5XNN, où X correspond également à la génération et les NN permettent de classifier les différents produits de cette génération. La première génération, n'a pratiquement pas été diffusée, il s'agissait surtout d'un galop d'essai, elle comprenait le 5102, une puce 100 % compatible avec un 68EC040 (sans MMU ni FPU). Cette puce a été peu distribuée. La deuxième génération (5202, 5203, 5204 et 5206) a été plus largement répandue, même si les membres de cette famille avaient le gros inconvénient de ne pas inclure d'unité de division. Cette carence a été corrigée dans les générations suivantes : 5307, 5407 et leurs dérivés.
Les processeurs de la gamme ColdFire sont bien plus que de simples microprocesseurs, ils intègrent toute la logique pour en faire des ordinateurs embarqués complets. Ce sont en fait également des microcontrôleurs, ils intègrent ports série, parallèles, timers, contrôleurs d'interruption, DMA, contrôleur DRAM, décodage d'adresses...
Des processeurs de cette gamme ont été utilisés dans divers baladeurs mp3, notamment certains modèles par iRiver (modèles H1x0 et H3x0) et Cowon (modèles iAudio M3, M5 et X5), ainsi que le tout nouvel ordinateur compatible de la gamme Atari ST, le FireBee, basé sur un ColdFire 5474 à 264 MHz. 
« Freescale » est dorénavant le nouveau nom de « Motorola semiconducteurs ». En mars 2015, Freescale est devenue une filiale de NXP.

## Famille
- Première génération
  - MCF5102
- Deuxième génération

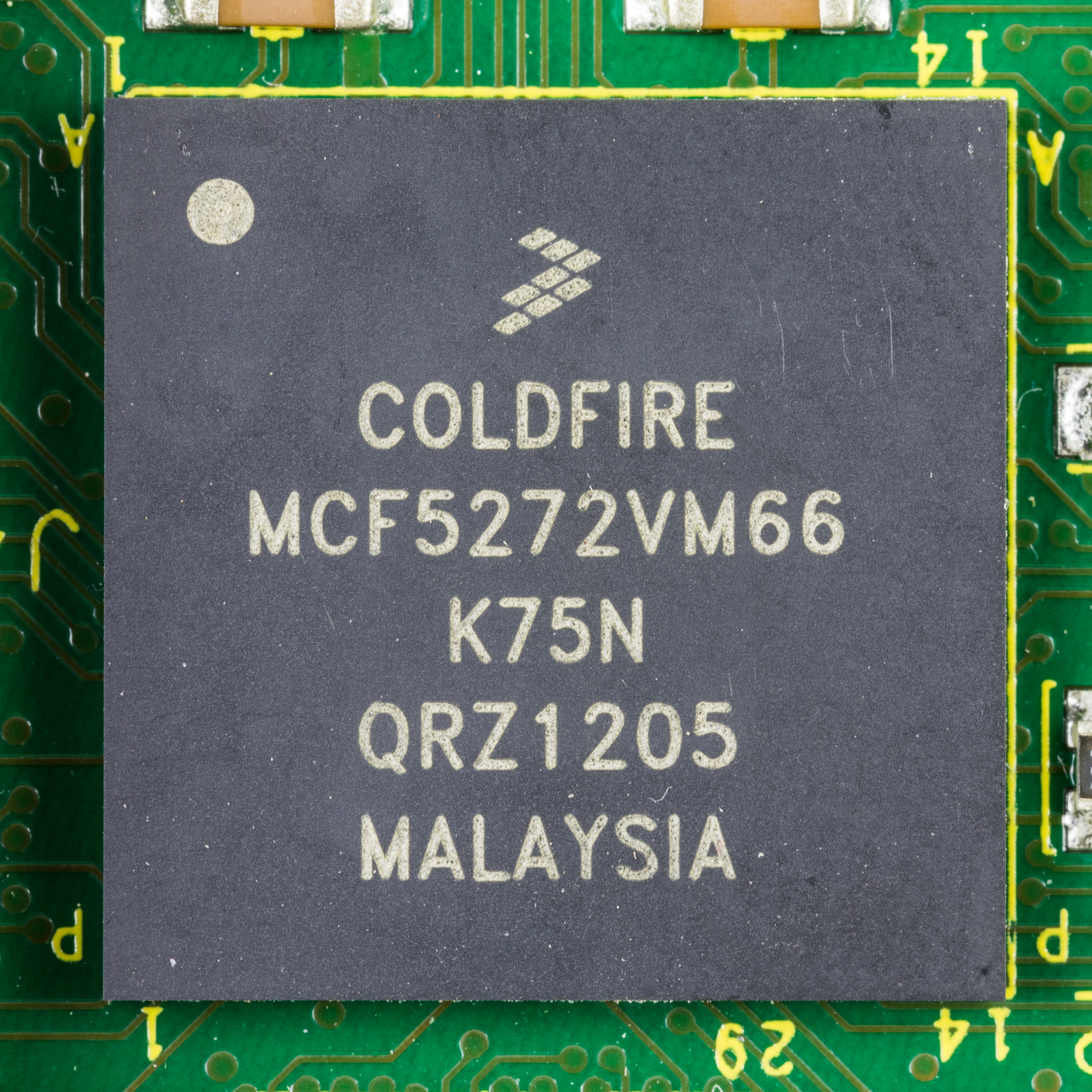
Freescale MFC5272

  - MCF5202, MCF5203, MCF5204, MCF5206, MCF5206e
  - MCF5214, MCF5216
  - MCF5232, MCF5233, MCF5234, MCF5235
  - MCF5249
  - MCF5249L
  - MCF5270, MCF5271, MCF5272, MCF5274, MCF5275
  - MCF5280, MCF5281, MCF5282
- Troisième génération
  - MCF5307, MCF5307e
- Quatrième génération
  - MCF5407, **MCF5407e
  - MCF5470, MCF5471, MCF5472, MCF5473, MCF5474, MCF5475
  - MCF5480, MCF5481, MCF5482, MCF5483, MCF5484, MCF5485
- Cinquième génération
  - MCF55xx